# Czaszka
Czaszka (łac. cranium) – struktura kostna lub chrzęstna, która służy jako szkielet głowy kręgowców. Stanowi naturalną osłonę mózgu i innych narządów znajdujących się w głowie.

## Czaszka człowieka

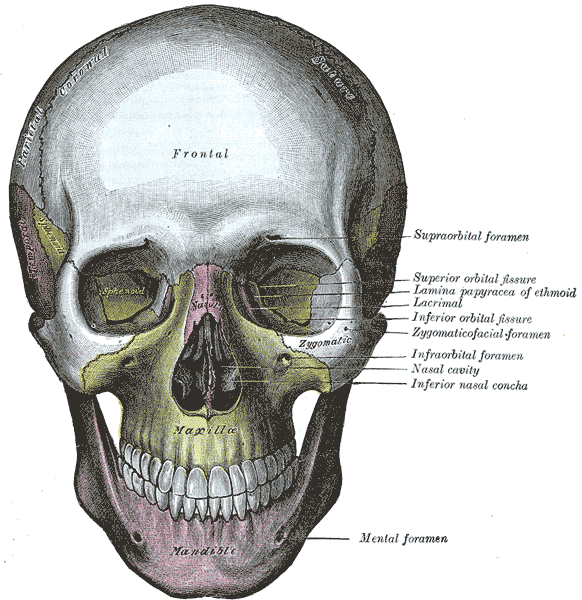
Czaszka człowieka – widok z przodu

Wzrost czaszki człowieka trwa nie tylko podczas życia płodowego, ale praktycznie aż do osiągnięcia wieku dorosłego. Wzrost ten jest szczególnie intensywny przez pierwsze trzy lata życia. Możliwości wzrostu szybko jednak maleją, szczególnie po skostnieniu łączno-tkankowych ciemiączek, a ostatecznie wraz z kostnieniem szwów.
Powierzchnia wewnętrzna podstawy czaszki (basis cranii interna) dzieli się na trzy doły:
- przedni,
- środkowy,
- tylny.

U człowieka i innych naczelnych czaszka składa się z:
- mózgoczaszki (łac. neurocranium, cranium), która styka się jakąkolwiek powierzchnią z mózgowiem. Ma kształt puszki, w której rozróżnia się część górną – sklepienie czaszki – (łac. calvaria), część dolną – podstawę czaszki – (łac. basis cranii) oraz 4 ściany: przednią, tylną i dwie boczne,
- twarzoczaszki (łac. viscerocranium), zwanej też trzewioczaszką (łac. splanchnocranium).

Poszczególne kości połączone są szwami, które stanowią stałe i nieruchome połączenie. Niektóre kości czaszki połączone są ze sobą chrząstkozrostami (łac. synchondroses). Oba te rodzaje połączeń z czasem kostnieją.

### Mózgoczaszka
Mózgoczaszka (neurocranium) stanowi przede wszystkim ochronę mózgowia, składa się z:
- kości czołowej (os frontale),
- dwóch kości skroniowych (ossa temporalia),
- dwóch kości ciemieniowych (ossa parietalia),
- kości potylicznej (os occipitale),
- kości klinowej (os sphenoidale),
- kości sitowej (os ethmoidale)[5].

### Twarzoczaszka
Twarzoczaszka, trzewioczaszka (splanchnocranium, viscerocranium) chroni narządy zmysłów: wzroku, węchu i smaku, otacza początkowe odcinki dróg oddechowych i pokarmowych. 
U człowieka trzewioczaszkę tworzą:
- dwie kości nosowe (os nasale),
- dwie kości łzowe (os lacrimale),
- dwie kości podniebienne (os palatinum),
- dwie kości jarzmowe (os zygomaticum),
- dwie małżowiny nosowe dolne (concha nasalis inferior),
- dwie kości szczękowe (maxilla),
- lemiesz (vomer),
- żuchwa (mandibula),
- kość sitowa (os ethmoidale) – należąca zarówno do trzewioczaszki, jak i mózgoczaszki[6],
- kość gnykowa (os hyoideum) – bywa zaliczana do kości trzewioczaszki, mimo że nie ma bezpośredniego połączenia z innymi kośćmi czaszki[7][8].

Ruchomymi elementami twarzoczaszki człowieka są nieparzyste kości: żuchwa, w której umieszczone są zęby, oraz kość gnykowa, niemająca połączenia z innymi kośćmi czaszki.

Anatomia czaszki człowieka

### Ważniejsze otwory i szczeliny w podstawie czaszki
| Otwór, szczelina           | Położenie                                                      | Zawartość                                                                                 |
| -------------------------- | -------------------------------------------------------------- | ----------------------------------------------------------------------------------------- |
| blaszka sitowa             | kość sitowa                                                    | nerwy węchowe (I)                                                                         |
| kanał wzrokowy             | skrzydło mniejsze kości klinowej                               | nerw wzrokowy (II), tętnica oczna                                                         |
| szczelina oczodołowa górna | pomiędzy skrzydłem większym i mniejszym kości klinowej         | nerw okoruchowy (III), nerw bloczkowy (IV), nerw odwodzący (VI), nerw oczny (V1)          |
| otwór okrągły              | skrzydło większe kości klinowej                                | nerw szczękowy (V2)                                                                       |
| otwór owalny               | skrzydło większe kości klinowej                                | nerw żuchwowy (V3), splot żylny otworu owalnego                                           |
| otwór poszarpany           | pomiędzy kością klinową a częścią skalistą kości skroniowej    | drobne naczynia żylne (wypusty) i tętnicze opony twardej                                  |
| kanał tętnicy szyjnej      | część skalista kości skroniowej                                | tętnica szyjna wewnętrzna                                                                 |
| otwór słuchowy wewnętrzny  | część skalista kości skroniowej                                | nerw twarzowy (VII), nerw przedsionkowo-ślimakowy (VIII), tętnica błędnika                |
| otwór szyjny               | pomiędzy kością potyliczną a częścią skalistą kości skroniowej | nerw językowo-gardłowy (IX), nerw błędny (X), nerw dodatkowy (XI), żyła szyjna wewnętrzna |
| kanał nerwu podjęzykowego  | kość potyliczna                                                | nerw podjęzykowy (XII)                                                                    |
| otwór wielki               | kość potyliczna                                                | rdzeń kręgowy, nerw dodatkowy (XI), tętnice kręgowe                                       |

### Zróżnicowanie
Czaszki ludzi znacznie różnią się w zależności od rasy, płci (dymorfizm płciowy), wieku oraz charakteryzują się dużą zmiennością indywidualną.

### Znaczenie w dawnej medycynie
Czaszka ludzka była ważnym surowcem, wykorzystywanym do produkcji leków (do początku XX w.). Czaszka była powszechnie uznawana za źródło siły, stąd istniał zwyczaj podawania wody chorym na epilepsję i ból głowy w czaszkach świętych. Nierzadko wykonywano także odwiercenia w czaszkach świętych, aby w ten sposób otrzymać surowiec leczniczy. Według XVIII-wiecznego poradnika medycznego "Compedium medicum auctum" z czaszki produkowano „proszek na kurcz pewny”. Składał się on z: siarczku rtęci, czaszki ludzkiej, bursztynu, przetworu ze srebra i manus christi perlatum (rodzaj wyrobu z lukru, z dodatkiem pereł).
Innym surowcem związanym z czaszką był „mech z czaszki ludzkiej” — Muscus ex Cranio Humano. Prawdopodobnie pierwszym, który uznał tę roślinę za surowiec był szwajcarski lekarz i alchemik Philippus Aureolus Theophrastus Bombastus von Hohenheim, zwany Paracelsusem. W jednym ze swoich dzieł, jednym z niewielu wydanych za swojego życia — "Die Grosse Wundartzney" (Wielka księga chirurgii; 1536 r.), we fragmencie opisującym środki lecznicze powodujące powstawanie skrzepów w układzie krwionośnym, wymienił „mech z martwej głowy”.